# Биянху
Мухаммед Аюб Биянху (также Бо Янху) (предположительно 25 мая 1830 — 26 июля 1882) — один из лидеров 
борьбы дунган (народа хуэйцзу) против притеснений со стороны властей Цинского Китая в 1862—1877 годах, к 1868 году возглавивший дунганских повстанцев, получил от народа титул-прозвище «Тигр».
Происходил из зажиточной крестьянской семьи близ Сианя, провинция Шэньси, его отец был старостой сельского округа.
После того как хуэйцзу были разгромлены в провинции Шэньси, в 1869 году отступил в Ганьсу, будучи побеждён и там, на рубеже 1872 и 1873 годов — в Синьцзян, продолжив там сопротивление маньчжурским войскам вместе с уйгурами. Окончательно восстание было разгромлено цинской армией в 1877 году, и Биянху вместе с последним отрядом в 5 тысяч человек бежал в Российскую империю, где его народ стали называть дунганами.
Умер в Бишкеке от пневмонии.
Потомки выдающегося дунганского полководца проживают, в основном, в селе Масанчи и Сортобе Кордайского района, Жамбылской области, городе Токмак, селе Ананьево в Кыргызстане.